# Синие и Серые

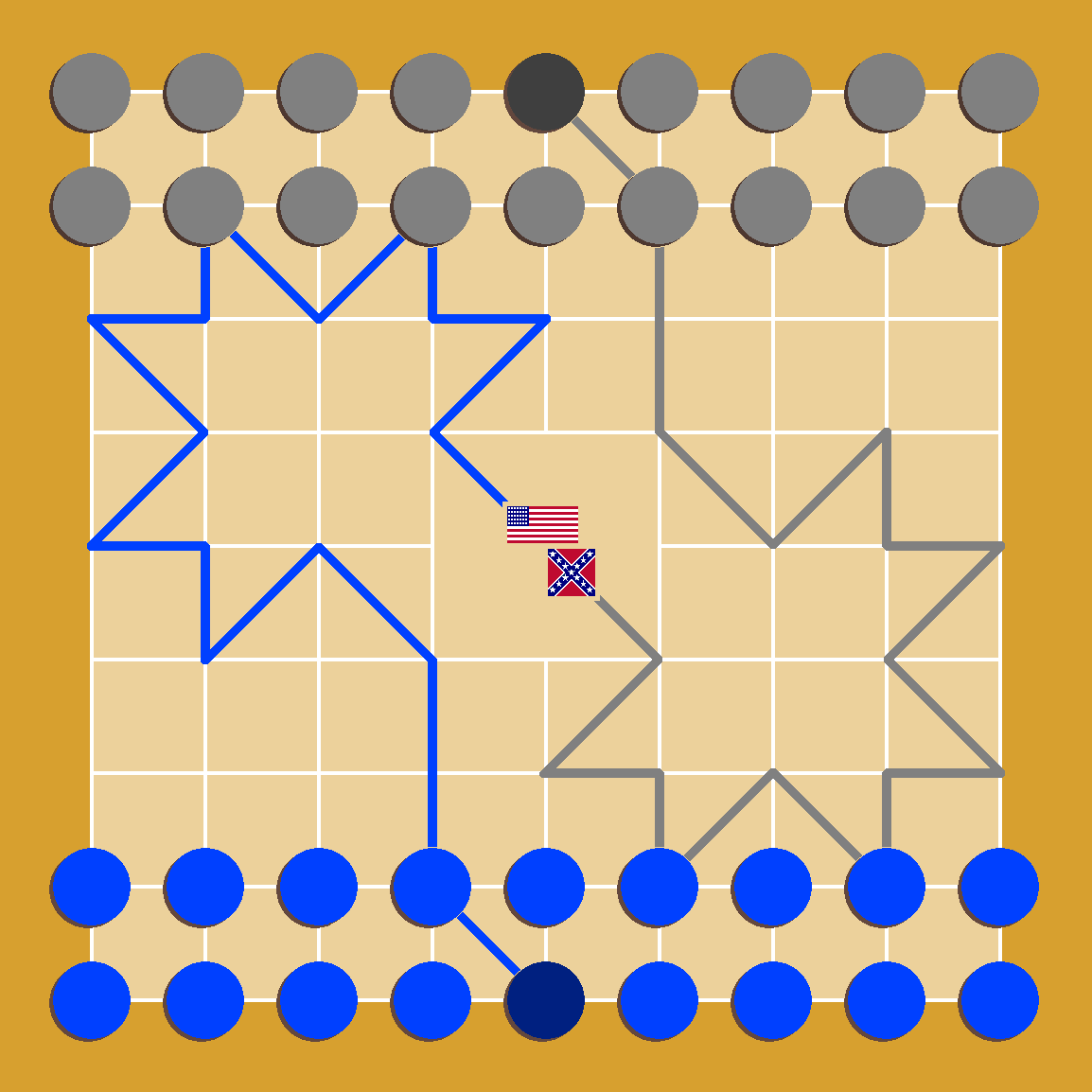
Начальная расстановка

Синие и Серые (англ. Blue and Grey) — настольная стратегическая игра для двух игроков, придуманная Генри Бушем (англ. Henry Busch) и Артуром Джагером (англ. Arthur Jaeger) в 1903 году. Они получили патент на игру, но, возможно, так и не опубликовали ее.

## История
Была представлена в «Книге классических настольных игр» (англ. The Book of Classic Board Games) (1991) издательства Klutz Press под названием «Кошки и Собаки» (англ. Cats and Dogs). В этой книге игра вошла в число 15 лучших настольных игр всех времён, включая шашки, нарды, го и манкалу. Игра также известна как Wild West, Thumps Game и Captain and Soldiers. Название «Синие и Серые» относится к униформе Юга и Севера во время Гражданской войны, и в оригинальной игре игровые фигуры были этих цветов.

## Комплект
У каждого игрока по 18 фигур: 1 капитан и 17 солдат. Одна армия окрашена в синий цвет, другая в серый. Игра ведется на доске с сеткой 9 × 9 с 80 точками пересечения. Фигуры расставляются на первых двух рядах стороны каждого игрока, и капитан размещается в центре первой шеренги. Доска отмечена сеткой путей, по которым капитан каждого игрока может продвигаться к центру доски.

## Правила
Игроки решают жеребьёвкой, какой цвет и кто ходит первым. За ход можно передвигать только одну фигуру (капитана или солдата), ходы игроков чередуются. Капитан может продвинуться на один шаг по отмеченной сетке до соседней пустой точки. Если эту точку занимает другая фигура, капитан не может двигаться, пока точка не будет освобождена. Капитан не может покинуть свой путь и может двигаться только вперёд по своей сетке к центру доски. Капитан не может захватить, и его нельзя захватить. Солдаты перемещаются в любом направлении ортогонально или по диагонали на один шаг по любой линии сетки к соседней пустой точке. Солдаты могут захватывать как в шашках, перепрыгивая через соседнего вражеского охранника и приземляясь на пустую точку сразу за ним, по прямой. Солдаты не могут прыгнуть через капитана. Прыжки обязательны, включая несколько последовательных прыжков, если это возможно. Мультипрыжок может состоять из прыжков в разные стороны. Если прыгать может более одного солдата, игрок может выбрать такового. Солдаты не могут входить в отмеченный центр доски.

### Победа
Победителем становится тот игрок, который первым продвинет своего капитана по отмеченной сетке в специально обозначенный центр доски. Каждый игрок будет использовать свою охрану, чтобы попытаться заблокировать продвижение вражеского капитана. Если оба капитана заблокированы и ни один из игроков не может выйти из тупика, побеждает игрок, чей капитан продвинулся дальше всех.